# 新庄真室川インターチェンジ
新庄真室川インターチェンジ（しんじょうまむろがわインターチェンジ）は、山形県新庄市昭和にある東北中央自動車道（泉田道路・新庄金山道路）のインターチェンジである。

## 歴史
- 2012年（平成24年）度 : 泉田道路が新規事業化[3]。
- 2013年（平成25年）度 : 昭和 - 金山間が計画段階評価を進めるための調査区間に指定される[4]。
- 2015年（平成27年）4月9日 : 新庄金山道路が新規事業化[5]。
- 2022年（令和4年）
  - 10月20日 : 名称が「昭和IC（仮称）」から「新庄真室川IC」に正式決定[6]。
  - 11月20日 : 泉田道路の新庄鮭川IC - 新庄真室川IC間開通にともない供用開始[6]。
- 未定 : 新庄金山道路の新庄真室川IC - 金山IC間開通予定[7]。

## 周辺
- 新庄横根山工業団地
- ファミリーマート新庄昭和店

## 接続する道路
- 直接接続
  - 東北中央自動車道
  - 山形県道319号赤坂真室川線[8]
- 間接接続
  - 国道13号

## 料金所
国土交通省管轄の無料道路区間であるため、料金所は設置されていない。

## 隣
E13 東北中央自動車道（泉田道路・新庄金山道路）
(28) 新庄鮭川IC - 新庄真室川IC - 金山南IC（仮称・事業中）